# Pelatea assidua
Pelatea assidua är en fjärilsart som beskrevs av Edward Meyrick 1914. Pelatea assidua ingår i släktet Pelatea och familjen vecklare. Inga underarter finns listade i Catalogue of Life.